# Suzuki
A Suzuki Motor Corporation (スズキ株式会社; Hepburn: Suzuki Kabushikigaisha) egy japán multinacionális cég, mely fő jövedelmét az autók és motorkerékpárok gyártásával szerzi be.
A Suzuki a 12. legnagyobb személygépkocsi-gyártó a világon. Több mint 45 000 embert alkalmaz, a világ 163 országában van jelen, 28 vegyesvállalattal közvetlenül vagy értékesítési hálózata révén.

## Története
A cégalapító Szuzuki Micsio (鈴木 通夫 Suzuki Michio) első termékét, egy pedál-hajtású szövőgépet, 1909-ben, 22 évesen készítette, és árusítani kezdte.
30 évesen már egy szövőszékgyártó-üzem vezetője volt. Ekkor hatvan alkalmazott dolgozott az üzemben. Eközben tett szert fémmegmunkálási tapasztalatokra is.
Szuzuki Micsio  folyamatosan korszerűsítette a termelést, legújabb szövőszékeit már gépesítette, amihez friss tőkére volt szüksége, ezért 1920 márciusában, 500 000 jen alaptőkével, Suzuki Szövőszékgyártó Vállalat (Suzuki Jidosa Kogyo) néven bevezette cégét a tőzsdére. Ez a dátum tekinthető a mai nevén Suzuki Motor Corporationként ismert cég megalapításának.
1922-re a cég már a legnagyobb japán szövőszékgyárak egyike lett, azonban a piac telítődni kezdett, mivel Suzuki kiváló minőségű, az akkori igényeket teljes mértékben kielégítő szövőszékei nem romlottak el, így az új szövőszékek iránti igény fokozatosan csökkent.
A második világháború után a szövőszékgyártás ugyan újraindult, de a háború és az azt követő gazdasági helyzet rossz hatással volt a cég rehabilitálására.
Szuzuki Micsio a szövőszékpiac telítődése miatt már a háború előtt is foglalkozott a gyártott termékpaletta járműipari kibővítésének gondolatával, sőt, 1938-ban egy Angliából hozatott Austin Seven típusú gépkocsi alapján egy prototípust is elkészített a gyár fejlesztőgárdája. Ez a projekt azonban nem valósulhatott meg, mert időközben kitört a világháború.
2010. január 15-én a Volkswagen AG megvette a Suzuki részvényeinek 19,9%-át, mellyel a Suzuki legnagyobb részvényesévé vált.

### Kronológiai áttekintés

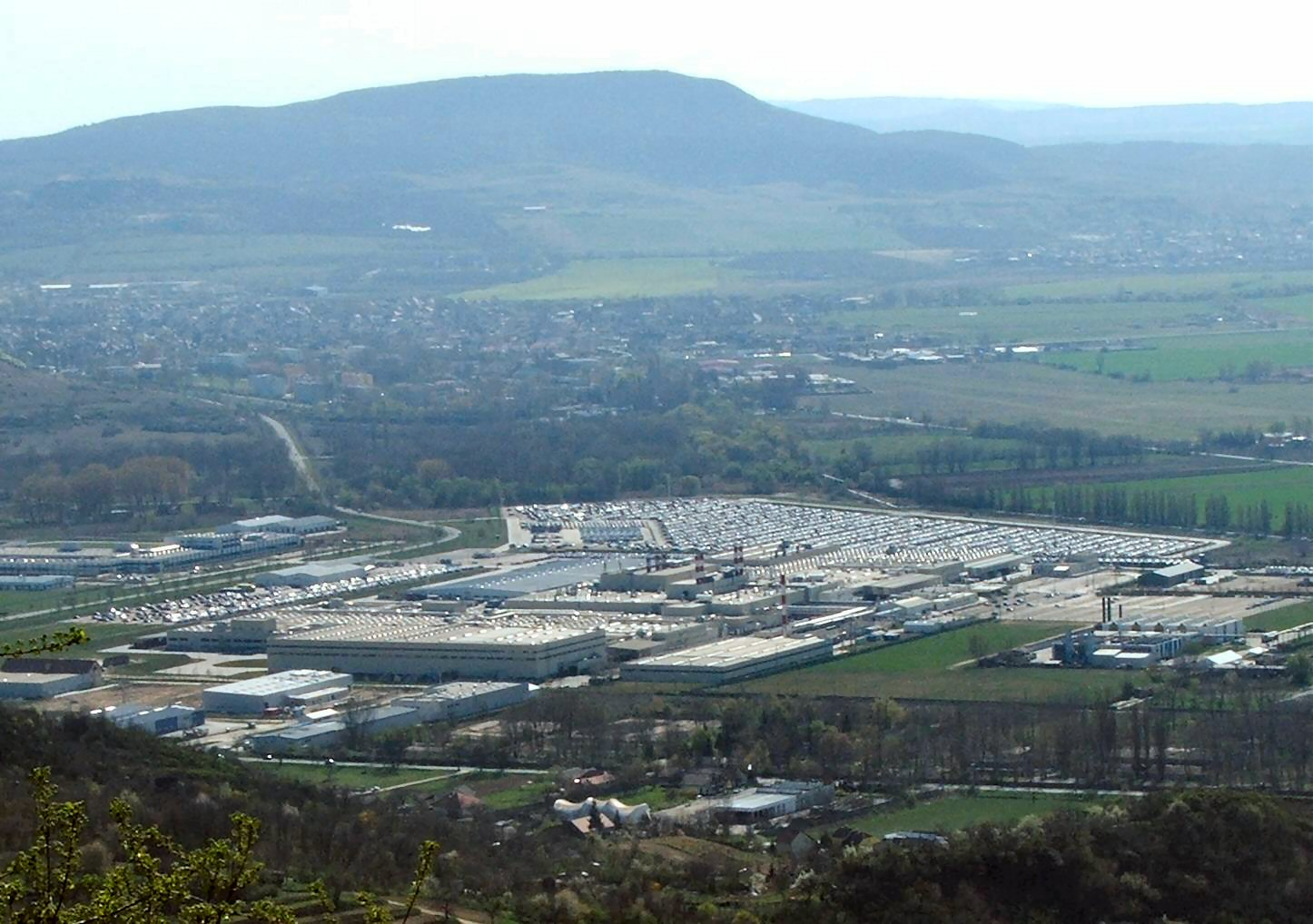
Suzuki gyár Esztergomban. Több mint 6000 alkalmazottja van a létesítménynek

Szuzuki Micsio 1909-ben megalapította a Suzuki szövőgép gyárat. A vállalat 1922-re a legnagyobb szövőszékgyárak egyikévé vált. Harminc évvel később, 1952-ben készült el az első itt gyártott jármű Power Free néven, amely egy 36 cm³-es kétütemű segédmotorral hajtott kerékpár volt, amit a 60 cm³-es, kétsebességes Diamond Free követett.

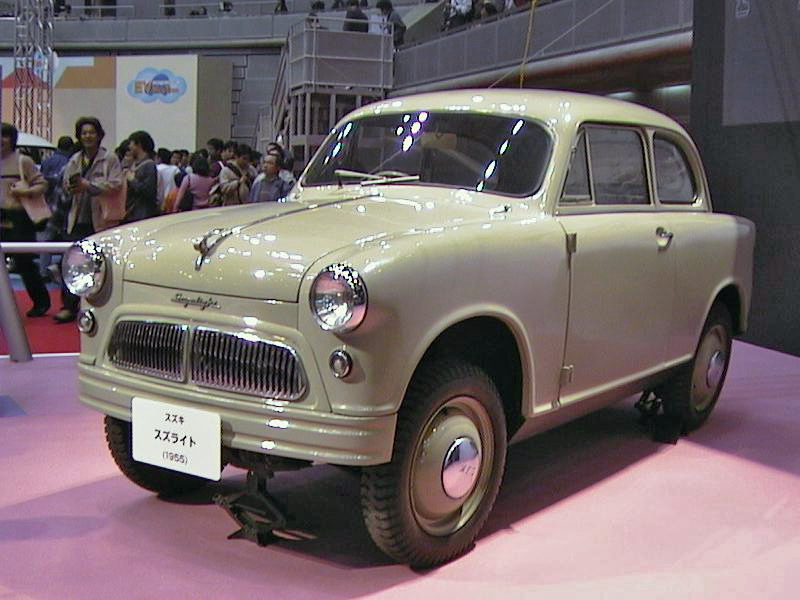
Suzulight

1955-ben a cég neve Suzuki Motor Corporation-re változott. Egy évvel később legyártották az első autót, a Suzulight egy elsőkerékhajtású kisautó volt. 1962-ben újabb mérföldkőhöz érkezett a Suzuki, mely az 50 cm³-es kategóriában megrendezésre kerülő motorkerékpár-bajnokságon első helyezést ér el.
1963-ban az Egyesült Államokban, Los Angelesben, U.S. Suzuki Motor Corporation néven gyári márkaképviselet nyílt. Négy évvel később, 1967-ben 360 cm³-es, kétütemű motorral piacra kerül a Suzuki Fronte. 1971-ben legördült a gyártósorokról a Suzuki GT 750, kétütemű, vízhűtéses motorkerékpár.
1974-ben kezdett gépkocsiexportba a japán gyártó. 1976-ra a Suzuki Fronte új motorja már 450 cm³-es volt. Piacra került a négyütemű, 400, 500 és 750 cm³-es Suzuki GS motorkerékpár sorozat, egy évre rá pedig elkészült az első LJ80-as, négykerék-meghajtású Suzuki, melyet már négyütemű, 800 cm³-es motor hajtott. 1981-ben került piacra a CS50-es robogó.
Az 1981-ben a General Motorsszal és az Isuzuval kötött szerződést követően a rá következő esztendőben ismét sikereket ért el a Suzuki a versenyek világában. A Suzuki az 500-as kategóriában hetedszer is megnyerte az országúti motorkerékpár világbajnokságot. Ezzel párhuzamosan megkezdte működését a pakisztáni Suzuki gyár, majd aláírták az indiai Maruti és a spanyolországi Santana gyár létesítéséről szóló szerződéseket.
1983-ban Suzuki Cultus néven 1000 cm³-es motorral megjelent a Swift elődje, majd a Suzuki GTI 1300 cm³-es motorral 1986-ban.
A magyarok körében jelenleg is népszerű Vitara elődje, a Suzuki terepjárója 1988-ban készült el. 1989 nyarán a General Motorsszal közösen teljesen felújították a Swiftet. A kerekek hátul is függetlenül rugóztak, a motorokat is tökéletesítették. 1990-ben bemutatták a Sedant is.
1990-ben megállapodtak a magyarországi Suzuki gyártásáról, 1991-ben megalakult a Magyar Suzuki Rt. Még ugyanebben az évben piacra került a kétüléses Cappuccino. A kilencvenes évek további időszaka igen eseménydúsan telt a Suzuki számára. 1992-ben legyártották az első magyar Suzukit. 1993 óta az „újautó-eladások” listája szerint a Suzuki a legnépszerűbb típus Magyarországon. 1993-ban beindult a Suzuki autók gyártása és értékesítése Esztergomban. Hivatalosan is felavatták a Suzuki legújabb autógyárát Magyarországon, Esztergomban. A Suzuki Motor Corporation bemutatta a Wagon R-t, a legújabb egyterű autóját. Eközben 1994-ben Japánban az összes autóeladás elérte a tízmilliót.
A kilencvenes évek második fele is mozgalmasnak bizonyult. 1995-re a motorbicikli export meghaladta a húszmillió darabot. A Suzuki Motor Corporation legújabb fejlesztése a Baleno volt.1996 Vietnámban motorbicikli- és személyautó-gyártás indult. 1997-re a személygépkocsik tengerentúli értékesítése elérte a tízmillió darabot.
2001 végére világszerte 30 millió darab Suzuki gépkocsit értékesítettek, ebből több mint 15 millió darab export piacokon kelt el. 2002 májusában a Suzuki többségi tulajdont szerzett a Maruti Indiában. 2002-ben új összeszerelő sort helyeztek üzembe a Kosai gyárban. 2005-ben piacra dobták az Ignist. 2006-ban gördült le az első SX4 a gyártósorról, 2011-ben pedig elkészült a kétmilliomodik Suzuki, ami egy harmadik generációs Swift volt.
2013-ban látott napvilágot az SX4 S-Cross modell, majd 2015-ben érkezett az új Vitara. 2016-ban kezdődött meg az első turbómotoros esztergomi Suzuki Vitara S forgalmazása.

### Motorkerékpárok
A Suzuki által a Power Free-re kifejlesztett rendszer annyira újszerű és leleményes volt, hogy arra az akkor felállt új kormány is felfigyelt, és anyagi támogatást nyújtott a Suzuki számára, hogy az folytassa a motorkerékpár-fejlesztésben megkezdett fejlesztéseit.
A Power Free mindezek ellenére csak pár hónapot töltött a piacon, mielőtt teljesen áttervezték. Ugyanis nem sokkal a bemutatás után a japán kormány megváltoztatta a kismotorhasználat feltételeit, és ezt követően 4 ütemű motorok esetében 90 cm³ felett, kétütemű motorok esetében pedig 60 cm³ felett írta csak elő vezetői engedély szükségességét.
A Suzuki ezért azonnal hozzálátott egy új, 60 cm³-es kétütemű motorkerékpár kifejlesztéséhez. Így került a piacra 1953-ban a Diamond Free, 58 cm³-es (43 mm : 40 mm furat-löket arányú) motorblokkal, amely 4000 fordulatnál 2 Le-t teljesített, és két sebességes erőátviteli rendszerrel.
A gyártása során számtalan variációban volt elérhető a Diamond Free, legfőképpen az üzemanyagtank formája, és a különböző láncvédők jelentették a variálhatóságot, de később különleges vázakkal is árulták, sőt rugós- és megerősített első villákkal, dobfékkel, de még ütközőkkel is megvásárolható volt. A Diamond Free-t a ma is használt kezelőszervekkel látták el: kézi kuplungkarral, hüvelykujjal vezérelhető gázzal, és a középvázba felhozott válókarral. És bár nyugaton nem vált ismertté, Japánban sok ezer Diamond Free-t adtak el.
Ezután – a világgazdasági eseményekkel összhangban – felgyorsultak az események a cég életében. 1954 több nagy változást is hozott, ekkor a cég már 6000 darab motorkerékpárt gyártott havonta. Ebben az évben a cég befejezte a segédmotor kerékpárok gyártását és átállt a mopedgyártásra. Az új modellt Mini Free névre keresztelték – ami 1958-ig, a Suzumoped megjelenéséig volt kapható. Ugyancsak 1954-ben a cég nevét a mai nap is használt nevére, Suzuki Motor Corporation-re változtatták.
Ugyancsak ’54-ben készítette el a Suzuki az első igazi motorkerékpárját, a Colleda Co-t. A motor négyütemű, egyhengeres, 90 cm³-es, könnyű súlyú motor volt, amely a gyártásának első évében megnyerte a Japán Nemzeti Kupát, ezzel előre biztosítva magának a gyors piaci sikert.
1955 márciusában a Suzuki bemutatta első „nagymotorját”, a Colleda COX-et. 125 cm³, egy henger, négy ütem és modern külső voltak a motorkerékpár jellemzői. Ezzel párhuzamosan egy kétütemű, Colleda ST névre hallgató motor is piacra került, amely a korábbi Colleda CO újraformált és átdolgozott változata volt. Finomítottak a motor felfüggesztésén és a világítási rendszerén is. 1959 májusáig folyt a Colledák gyártása, melynek során olyan, Európában unikumnak számító megoldásokat alkalmaztak, mint például az elektromos önindító. Ezzel párhuzamosan a cég belekezdett az autógyártásba is, első termékük a „Suzulight” névre keresztelt 2 ütemű, 360 cm³-es mini személyautó volt.
1956-ban a cég mérnökei teljesen új felfogásban láttak a motorépítésnek. A cél immáron teljesen új volt, egy, az akkori értelmezésben nagy teljesítményű versenygép kifejlesztése, amely képes a 130 km/h fölötti sebességre. A megoldást egy 18 lóerős 250 köbcentiméteres, (54 mm : 54 mm furat-löket arányú) kéthengeres, négysebességes váltóval szerelt kétütemű motor jelentette, amely igen előremutató fejlesztésnek számított akkoriban. A motor a Colleda erényeit foglalta magában, és TT névre hallgatott. Ez a motor számít a későbbi T 20, a T 250 és a GT 250 modellek elődjének. Modern, lengéscsillapítóval felszerelt hátsó lengőkarjával, és újszerű első villáival azt mutatta, hogy a Suzuki mérnökei már a korai években felismerték a jó futómű fontosságát.
1957-ben Szuzuki Micsio visszavonul a mindennapi üzlettől, helyét fia, Szuzuki Sunzó vette át az elnöki székben. Édesapja, a cég alapítója a továbbiakban csak tanácsadóként vett részt az üzletben.
A Suzuki minden évben fejlesztett modelljein. Piacra kerültek a Colleda COX II, Colleda ST II szériák. Ekkor a Suzukinak már voltak motorjai az 50, a 125 és a 250 kategóriákban is. Ekkor, 1958 májusában debütál a hídvázas Suzumoped SM, amely a Suzumoped-et váltja fel; és szintén ebben az évben, októberben mutatják be a Suzuki új emblémáját, az ’S’ betűt.
1960-ban a Suzuki gyári csapata benevezett a már akkoriban is híres Man-szigeti TT-re, és bár a versenyt elsőre nem nyerték meg, az előkelő 15., 16., és 18. helyeket sikerült megszerezniük. Ezzel bebizonyították, hogy a Suzuki motorok gyorsak és megbízhatók. 1962-ben aztán a Suzuki megnyerte fennállásának első Világbajnokságát, 50-es kategóriában az angliai Isle of Man TT-n. Ugyanebben az évben kezdték építeni az 5 mérföld hosszú Suzuki Rjújó Tesztpályát (スズキ竜洋テストコース) is a gyár közelében, az azóta Ivata városába beolvadt Rjújó városában, és a rákövetkező évben már készen állt a motorpróbákra. Ebben az időben került piacra a ’Selped’ nevű moped, ami hatalmas darabszámban fogyott, és így egyike lett a legnagyobb darabszámban eladott Suzuki motoroknak.
1965-ben a Suzuki bemutatja első csónakmotorját, a DT 55-öst, amely egy kétütemű, 5,5 Le motor, valamint szintén ebben az évben kerül piacra a középkategóriás kisautója a Fronte 800, amelyet szintén kétütemű, 800 cm³-es motor hajt. A Suzuki ettől kezdve folyamatosan fejleszti kínálatát a négykerekűek terén is, valamint minden évben több motort is piacra dobott, még jobban felgyorsítva a japán motorgyártás dinamikus fejlődését.
1976-ban új koncepciót indított útjára a Suzuki. Belefogott a négyütemű motorok fejlesztésébe, elindulva azon az úton, amelyen ma is jár. Az első modellek a GS 400 (a mai GS 500 és GS 500 F modellek őse) és a négyhengeres, dupla vezérműtengelyes GS 750 (a ma is kapható GSX 750 F elődje) voltak. A fejlődés folytatódott és 1977-ben sok kétüteműt kivezettek a piacról. Szintén 1978-ban került a cég vezérigazgatói székébe Szuzuki Oszamu, a vállalat jelenlegi elnöke.

### Magyarországon
Magyarországon a Suzuki 1991 óta van jelen, ekkor alapított autógyárat a Suzuki Co. A motorkerékpárok árusítása kiegészítő tevékenységként indult meg 1994-ben. Az első esztendőben a Magyar Suzuki Zrt. 28 darab motorkerékpárt adott el, de ez a szám azóta évről évre megsokszorozódik. 1995-ben 46 darab, majd 103, 256, 1998-ban 566, 1999-ben már 952, 2000-ben pedig 1003 darab motor, majd 2001-ben 1674, 2002-ben 2198, 2003-ban 2586 2004-ben pedig már több mint 4000 Suzuki márkájú motor talált gazdára hazánkban. Ezek az eredmények biztosítják, hogy a Suzuki immáron hetedik éve folyamatosan a motorkerékpár eladásokban is piacvezető Magyarországon.
A hálózat az eladásokhoz igazodva nagy léptékben fejlődött. A hálózat és az értékesítés öt Suzuki Márkakereskedéssel indult, melyek mindegyike, hűen a márka szelleméhez ma is prosperál, kibővülve a későbbiekben a hálózathoz csatlakozó kereskedőkkel, akikkel együtt immár országszerte 44 helyen forgalmazzák a Suzuki Motorkerékpárokat.
Fontosabb állomások
1991

- Megalakul a Magyar Suzuki Rt. A tulajdonosok a Suzuki Motor Corporation, az Itochu, IFC és az Autókonszern.

- Az esztergomi Suzuki-gyár 350 000 négyzetméteres területre épült 33 000 négyzetméteres csarnokaival a Suzuki-birodalom egyik gyöngyszeme.
1992

- Megindul az itthon gyártott Suzukik értékesítése. Az első példány ma a Közlekedési Múzeumban látható.

- Beindul a próbaüzem.

- Alapkőletétel Esztergomban. A beruházás értéke 32 milliárd japán yen, vagyis mintegy 14 milliárd forint.
1993

- Az „új autó eladások” listája szerint a Suzuki a legnépszerűbb típus Magyarországon.

- Átadják a 10 000. hazai autót.

- Hivatalos gyáravató Esztergomban. Itthon is beindul a négyajtós Sedanok gyártása.
1994

- Beindul a második műszak, és a Magyarországon gyártott alkatrészek japán exportja.

- Átadják a 25 000. Magyarországon gyártott Suzukit.

- Augusztusban több mint 2000 Suzukit vesznek Magyarországon.

- A hazai és más európai beszállítások aránya meghaladja a 60%-ot. A magyar Suzuki európai termékké válik.
1996

- A Magyar Suzuki Rt. megkapja az ISO 9002 tanúsítványt.

- Modellváltás a Suzukinál. Az új Swift szebb, kényelmesebb és biztonságosabb.

- Az új autók magyarországi piacán a Suzuki részesedése eléri a 20%-ot. Az esztergomi gyárban elkészül a 100 000. hazai gyártású Suzuki.
1997

- Ötéves a mi autónk.

- Továbbra is a Suzuki Swift vezeti a hazai népszerűségi listát

- A Swift a márkák versenyében is az első helyen végez.
1998

- A Suzuki Motor Corporation és a GM megállapodást köt egy közös kisautó gyártásáról.

- A magyarországi termelés meghaladja a 200 000 db-ot.

- A Magyar Suzuki Rt. megszerzi az ISO 14001-es minőségbiztosítási tanúsítványt.
1999

- Elkészül a 250 000. hazai gyártású Swift.

- A Swift újabb modellfrissítése.

- Átveszi autóját a 100 000. hazai Swift-tulajdonos.
2000

- Az első 30 márkakereskedő ISO 9002 minősítése.

- Megindul a Wagon R+ sorozatgyártása.
2001

- Év végéig 85 184 darab Suzukit értékesítenek, ebből 29 025 darabot Magyarországon adnak el.

- A legkeresettebb autó a Swift, a Wagon R+ pedig a negyedik legnépszerűbb kocsi.

- A Suzuki Liana bemutatója Magyarországon.
2002

- A gyártás 10. évfordulójának megünneplése akciókkal, nyereményekkel.

- A megújult, ötszemélyes Wagon R+ bemutatkozása.

- A Liana Sedan bemutatása.
2003

- Az Ignis formatervezi különdíjat kap „A Világ Legszebb Autója 2003” olaszországi versenyén.

- Megállapodás a Suzuki és a Fiat között egy ötajtós, négykerékhajtású autó kifejlesztéséről.

- A Budapesti Közgazdaságtudományi és Államigazgatási Egyetem díszpolgári címet adományoz Szuzuki Oszamunak.

- Megkezdődik az Alto értékesítése a márkakereskedőknél.

- Az új Ignis ünnepélyes bemutatója.
2004

- A Suzuki Ignist vezető Per Gunnar Andersson nyeri a JWRC versenyt.

- A Magyar Suzuki Rt. 2004-ben és 2005-ben elnyeri a Superbrand címet.

- Szponzorációs szerződést köt a Magyar Suzuki Rt. Pavuk Viktória műkorcsolyázónővel.
2005

- A Magyar Suzuki Rt. elnyeri az „Év legnagyobb volumenű bővítése” díjat.

- A Swiftből belföldön 18 385, külföldön 63 759 darab fogy el.

- A Swift Ausztráliában, Kínában, Indiában, Japánban megszerzi „Az év autója” címet.

- Április 26-án Szuzuki Oszamu megkapja az Esztergom város díszpolgára címet.

- Négy csillagot kap az ötből az új Suzuki Swift az EURO-NCAP minősítővizsgáján.

- Február 4-én bemutatásra kerül az új Swift.

- A Magyar Suzuki Rt. megkapja a Közép-Dunántúli Régió Legjobbjai társadalmi célú kitüntetést.
2006

- Február 27-én legördül a gyártósorról a Suzuki és a FIAT együttműködéséből létrejött SX4.

- A Suzuki Motor Corporation bejelenti, hogy 2007-ben indul a rali-világbajnokságon (WRC).

- Négy csillagot kapott az ötből az SX4 az EURO-NCAP minősítő vizsgáján.
2007

- A Suzuki immár 11 éve piacvezető Magyarországon az új autók eladásait tekintve.

- Az esztergomi gyár 50 milliárd forintnyi beruházással és 1500 új alkalmazott felvételével bővül.

- A Suzuki ismét JRC világbajnok, és sikeresen fejezi be a WRC tesztprogramját.

- Esztergomban megnyílik a Suzuki-óvoda.
2008

- A vállalat eléri a 300 ezer autó/év gyártási kapacitást. Szeptemberben a gyárban elkészül az 1 500 000-dik gépkocsi.

- Tavasszal a gyártósorról legördül az első Splash.

- A Magyar Suzuki Zrt. a magyar olimpiai csapat gyémánt fokozatú támogatója.

- A vállalat megalapítja a Puskás-Suzuki Kupát.
2009

- A 2009-ben másodjára megrendezett Puskás-Suzuki Kupa sportesemény legnagyobb szenzációját a Budapest Honvéd győzelme hozza a Real Madrid felett.

- A világsikernek örvendő Suzuki SX4 megjelenik ferde hátú és szedán változatban.

- A Suzuki megújítja az SX4-et.
2010

- A Magyar Suzuki Zrt. esztergomi gyárában legördül a gyártósorról az új Swift első darabja.

- A Suzuki a magyar olimpiai csapat gyémántfokozatú támogatójaként a MOB-bal közösen Olimpiai Nagyfutamra hívja az aktív életmód híveit.
2011

- Elkészül a kétmilliomodik személyautó, egy harmadik generációs Swift.

- Megújul a Swift Sport modell.
2012

- Megújul a Splash.
2013

- Elindul az SX4 S-CROSS sorozatgyártása.
2014

- Ismét megújul a Swift.

- Megszűnik a Splash Magyarországon.
2015

- Március 5-én legördül a szerelősorról a vadonatúj Vitara modell.
2017

- Elkészül a hárommilliomodik személyautó, ami egy SX4 S-Cross.

## Maruti Suzuki
A Suzuki Motor Corporation (スズキ株式会社; Hepburn: Suzuki Kabushikigaisha) legnagyobb, legértékesebb leányvállalata. 1981-ben alapították Indiában.

## Személygépkocsik

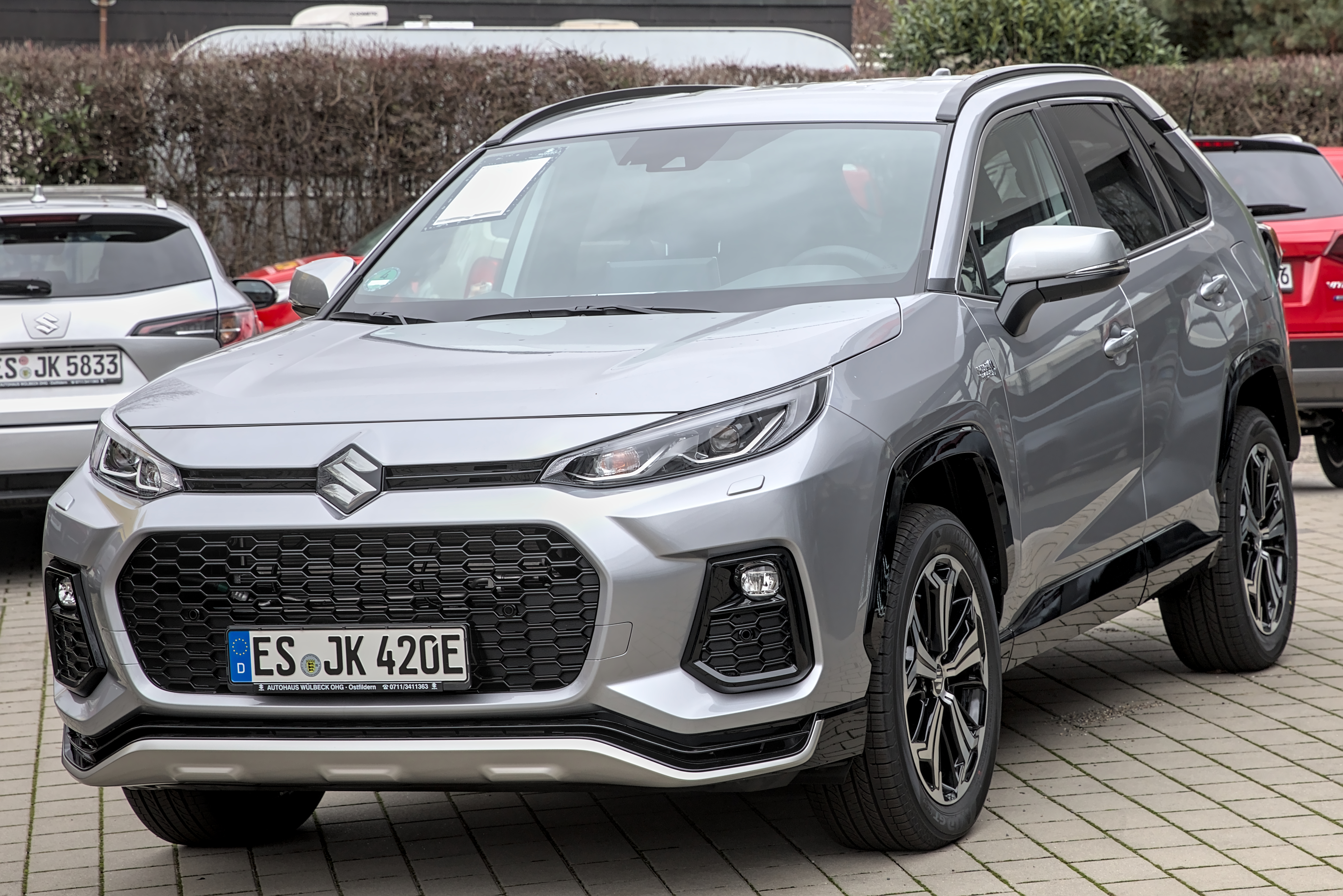
A plug-in hibrid meghajtású Suzuki Across

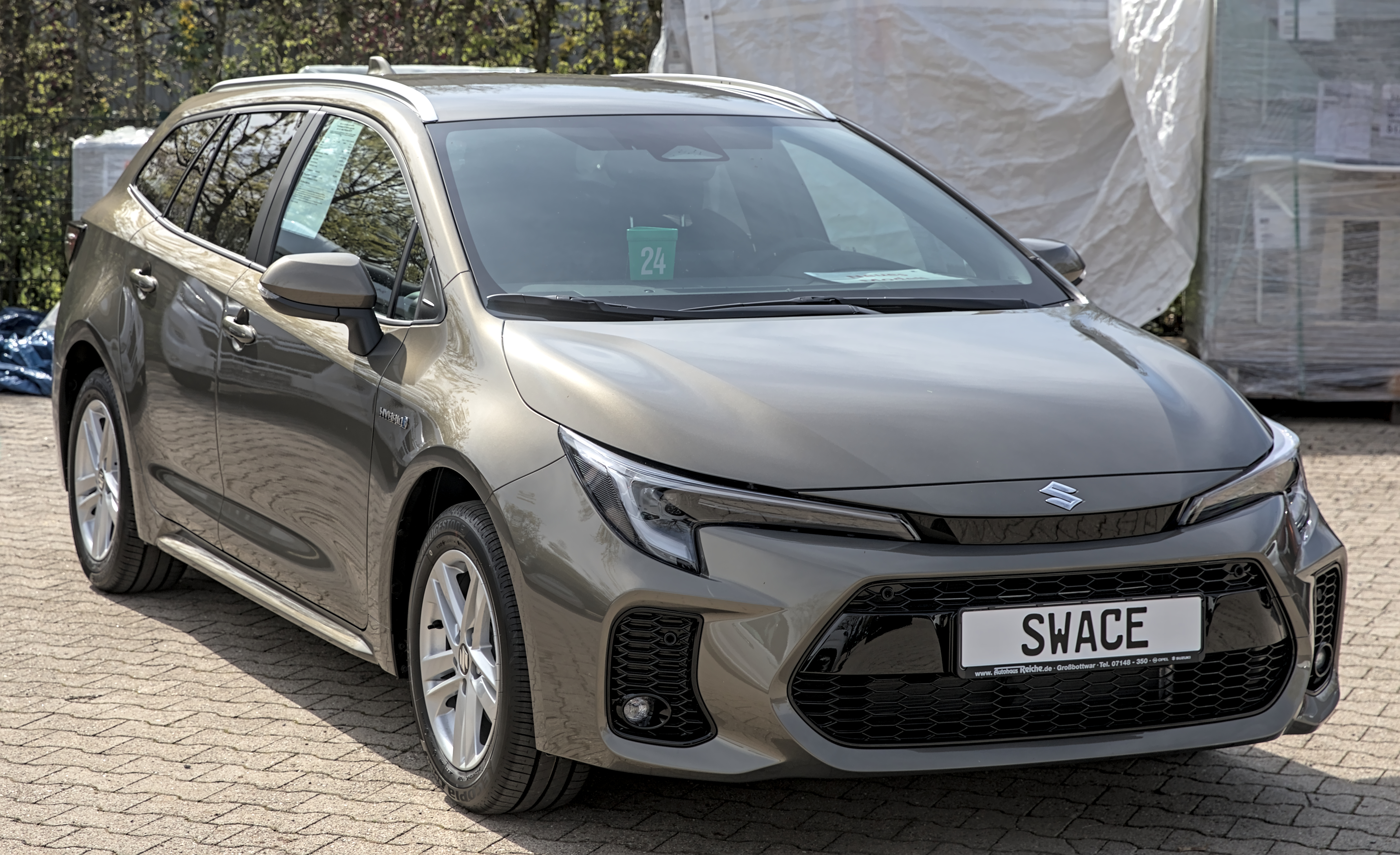
A hibrid meghajtású Suzuki Swace

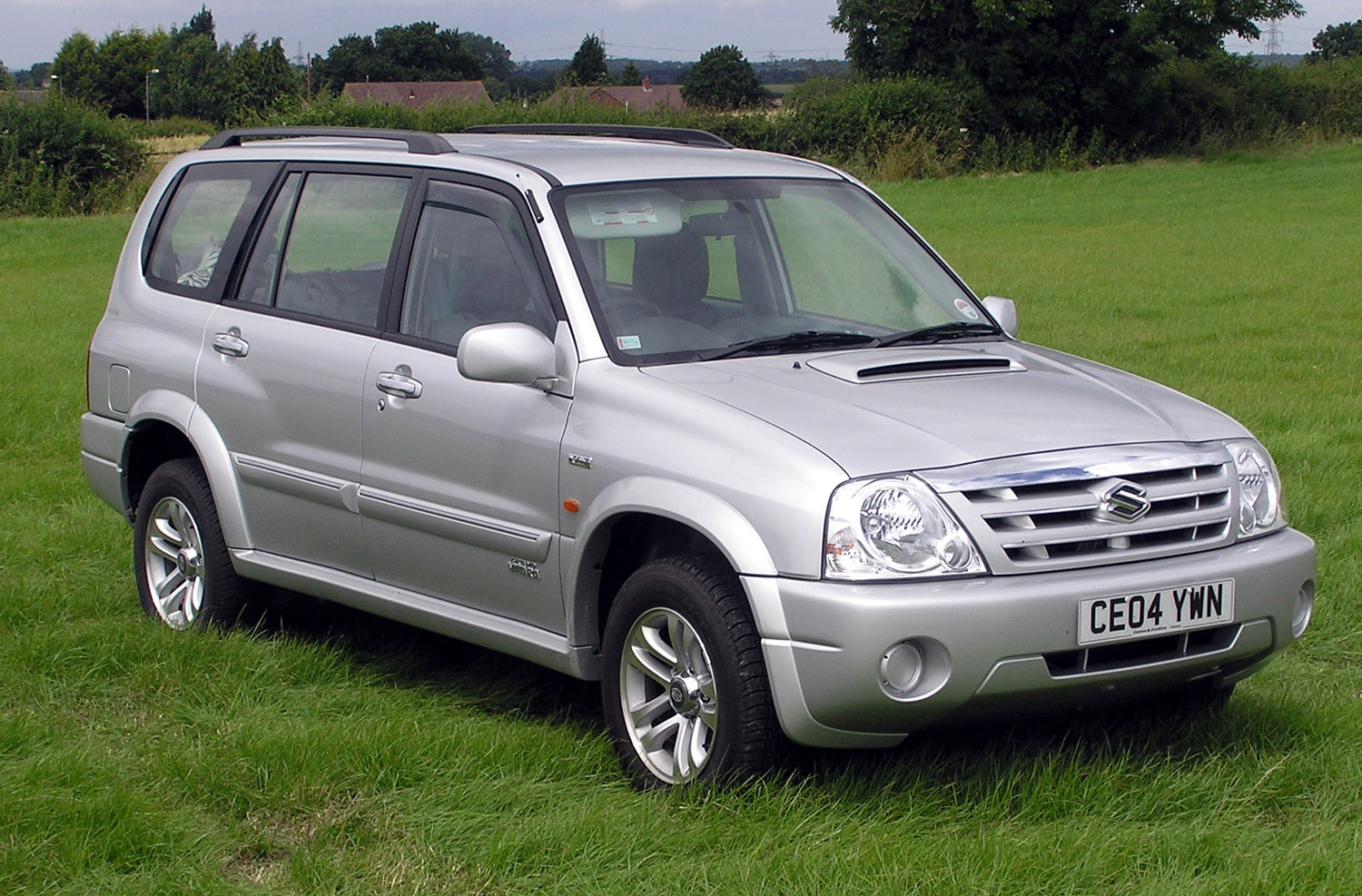
2004 Suzuki Grand Vitara

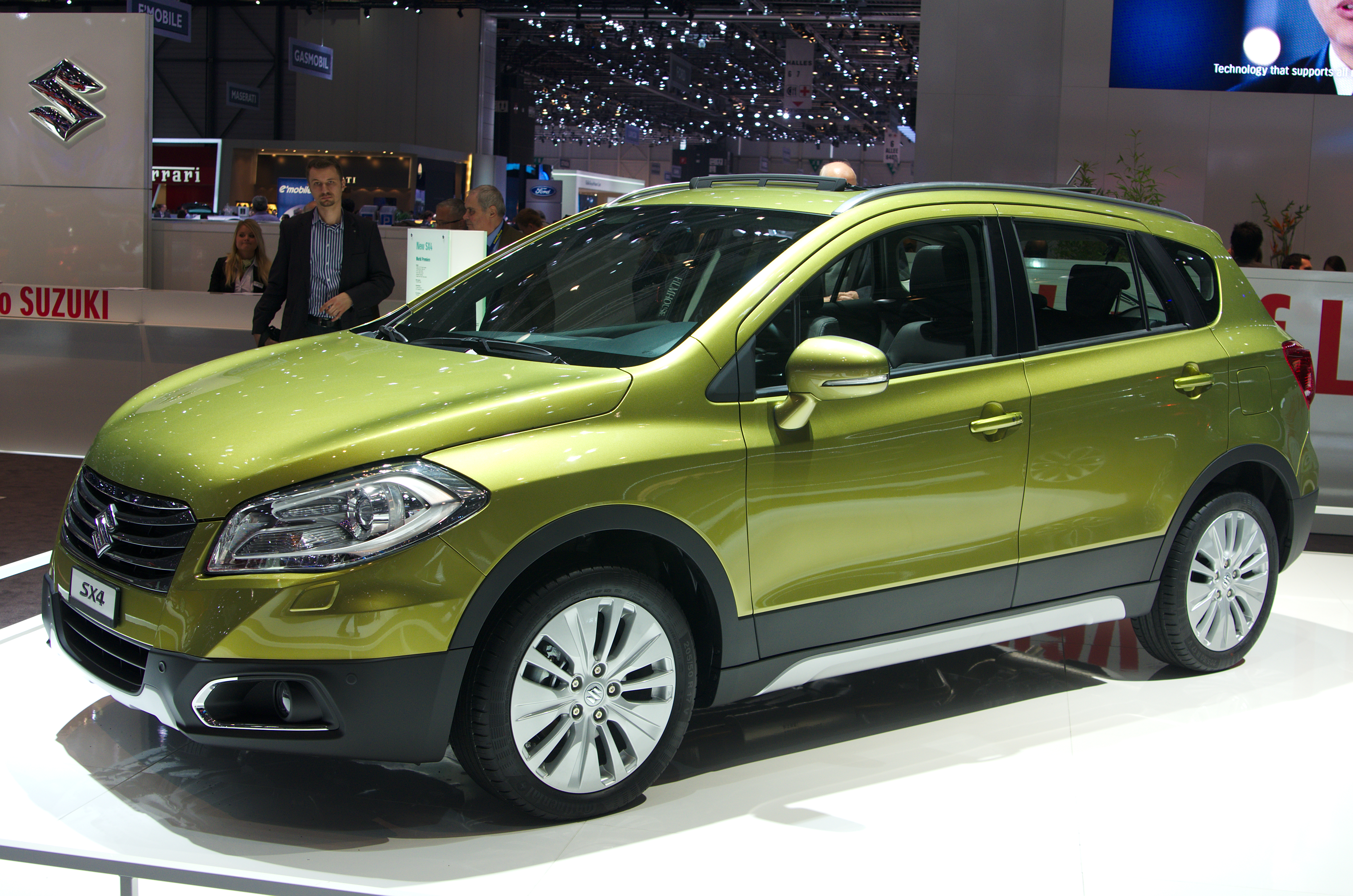
Suzuki SX4

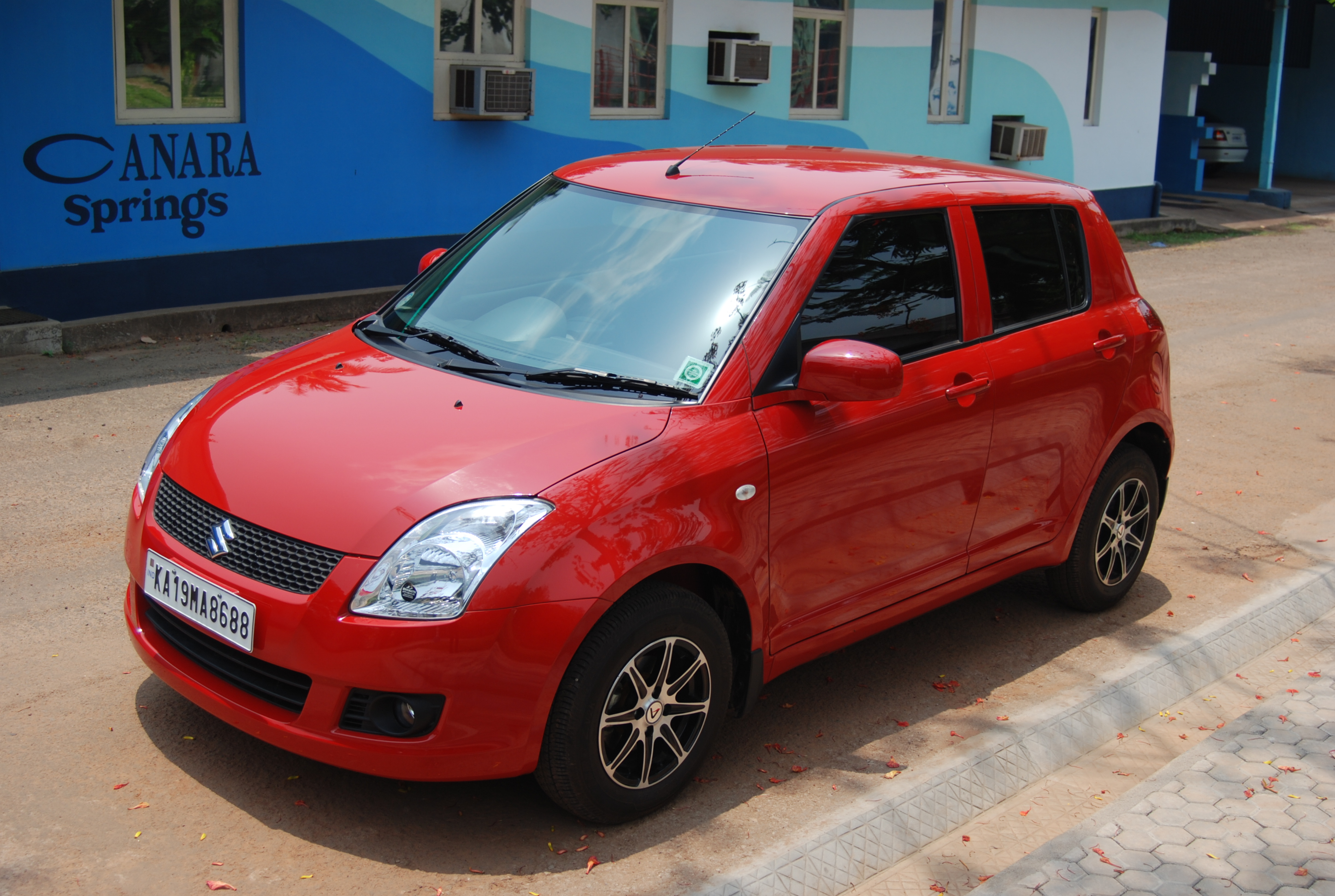
Suzuki Swift

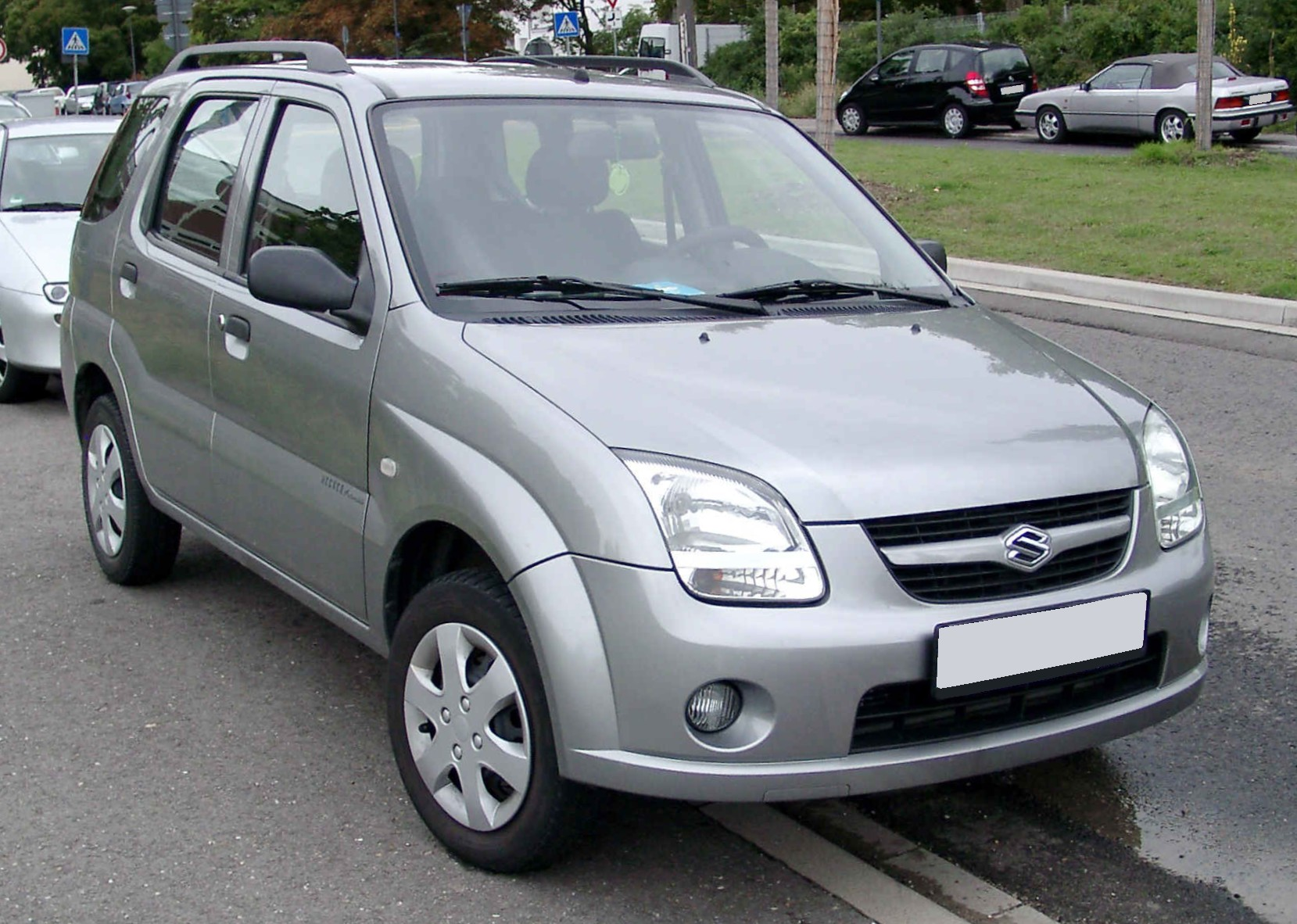
Suzuki Ignis

### Suzuki modellek
| Modell                | Gyártás kezdete                 | Gyártás vége         |
| --------------------- | ------------------------------- | -------------------- |
| Across                | 2020.                           | még tart             |
| Aerio/Liana           | 2001. szeptember 11.            | 2007. január 19.     |
| Alto                  | 1979. június 20.                | még tart             |
| Lapin                 | 2002. február 4.                | még tart             |
| APV                   | 2004. április 25.               | még tart             |
| Baleno/Cultus Cresent | 1995. március 9.                | 2007. július 23.     |
| Baleno/Cultus Cresent | 2015. október 24. (újraindulás) | még tart             |
| Cappuccino            | 1991. november 11.              | 1997. január 29.     |
| Carry                 | 1961. december 26.              | még tart             |
| Cervo                 | 1977. október 3.                | 2009.December 7.     |
| Escudo                | 1989. december 17.              | még tart             |
| Esteem                | 1995. március 9.                | 2007. július 23.     |
| Equator               | 2008. szeptember 13.            | 2012. augusztus 20.  |
| Fronte                | 1962. június 19.                | 1988. április 23.    |
| Grand Vitara          | 1990. január 29.                | még tart             |
| Ignis                 | 2000. szeptember 9.             | 2007. március 5.     |
| Ignis                 | 2016. május 6. (újraindulás)    | még tart             |
| Jimny/Samurai         | 1970. április 1.                | még tart             |
| Kizashi               | 2009. október 4.                | 2016. november 21.   |
| LJ-Series             | ?                               | ?                    |
| MightyBoy             | 1983. február 17.               | 1988. január 31.     |
| MR Wagon              | 2001. szeptember 9.             | 2016. április 11.    |
| Palette               | 2008. november 5.               | 2013. június 21.     |
| SJ-Series             | ?                               | ?                    |
| Sidekick              | 1991. március 22.               | még tart             |
| Solio                 | 1993. május 19.                 | még tart             |
| Splash                | 2008. szeptember 23.            | még tart             |
| Stingray              | ?                               | ?                    |
| Swace                 | 2020.                           | még tart             |
| Swift/Cultus          | 1983. augusztus 9.              | még tart             |
| SX4                   | 2006. június 24.                | még tart             |
| Twin                  | 2003. január 22.                | 2005. október 14.    |
| Verona                | 2004. február 29.               | 2006. augusztus 29.  |
| Vitara                | 1990. január 29.                | még tart             |
| WagonR+               | 2000. augusztus 7.              | 2008. szeptember 23. |
| X-90                  | 1995. november 12.              | 1997. január 31.     |
| XL-7                  | 1998. szeptember 24.            | 2009. március 19.    |

### DaewooÉszak-Amerikaimodellek
| Modell       | Gyártás kezdete      | Gyártás vége        |
| ------------ | -------------------- | ------------------- |
| Swift+       | 2002. március 30.    | 2011. szeptember 7. |
| Forenza/Reno | 2003. szeptember 19. | még tart            |
| Verona       | 2004. február 29.    | 2006. augusztus 29. |

### ChevroletDél-Amerikaimodellek
| Modell | Gyártás kezdete   | Gyártás vége        |
| ------ | ----------------- | ------------------- |
| Fun    | 2000. február 14. | 2015. augusztus 11. |

### Terepjárók
| Modell  | Gyártás kezdete     | Gyártás vége    |
| ------- | ------------------- | --------------- |
| Samurai | 1990. szeptember 2. | 2002. május 20. |
| Vitara  | 1990. január 29.    | még tart        |
| Jimny   | 1970. április 1.    | még tart        |

### Quadok
- Suzuki KingQuad 700
- Suzuki TwinPeaks 700
- Suzuki Vinson 500
- Suzuki Eiger 400
- Suzuki Ozark 250
- Suzuki LT 230
- Suzuki LT 250
- Suzuki LT-Z250
- Suzuki LT-Z400
- Suzuki LT-R450